# Draft NFL 2018
Il Draft NFL 2018 è stata l'83ª edizione delle selezioni dei migliori giocatori provenienti dal college da parte delle franchigie della National Football League. Il 18 ottobre 2017 il Commissioner Roger Goodell ha annunciato che l'evento avrebbe avuto luogo dal 26 al 28 aprile 2018 presso l'AT&T Stadium di Arlington, Texas, casa dei Dallas Cowboys, venendo quindi spostato dopo un solo anno rispetto alla sede dell'edizione precedente, la città di Filadelfia, Pennsylvania. Questa occasione rappresenterà due prime volte per il Draft: la manifestazione infatti non si era mai tenuta prima in Texas, né si era mai svolta all'interno dello stadio di una franchigia NFL. La prima scelta assoluta era detenuta dai Cleveland Browns per il secondo anno consecutivo.

## Scelte

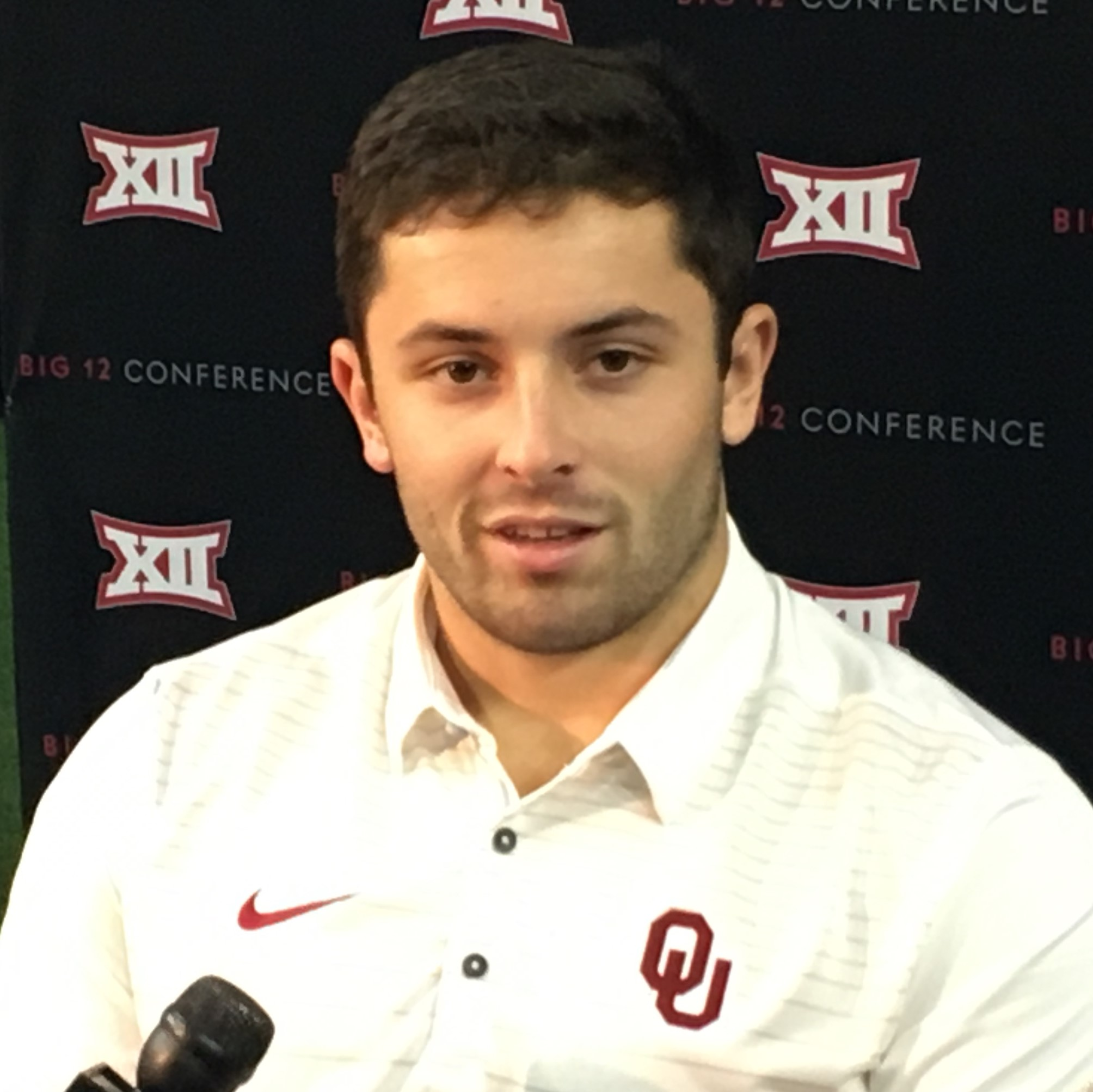
La prima scelta assoluta Baker Mayfield

|  | = Pro Bowler |

| C  | Centro            |    | CB               | Cornerback |                  | DB | Defensive back    |  | DE | Defensive end |
| DL | Defensive lineman | DT | Defensive tackle | FB         | Fullback         | FS | Free safety       |  |    |               |
| G  | Guardia           | HB | Halfback         | K          | Placekicker      | KR | Kick returner     |  |    |               |
| LB | Linebacker        | LS | Long snapper     | OT         | Offensive tackle | OL | Offensive lineman |  |    |               |
| NT | Nose tackle       | P  | Punter           | PR         | Punt returner    | QB | Quarterback       |  |    |               |
| RB | Running back      | S  | Safety           | SS         | Strong safety    | TB | Tailback          |  |    |               |
| TE | Tight end         | WR | Wide receiver    |            |                  |    |                   |  |    |               |

|  | Giro | Scelta | Squadra              | Giocatore                | Ruolo | College                  | Conference   |
|  | ---- | ------ | -------------------- | ------------------------ | ----- | ------------------------ | ------------ |
|  | 1    | 1      | Cleveland Browns     | Baker Mayfield           | QB    | Oklahoma                 | Big 12       |
|  | 1    | 2      | New York Giants      | Saquon Barkley           | RB    | Penn State               | Big Ten      |
|  | 1    | 3      | New York Jets        | Sam Darnold              | QB    | USC                      | Pac-12       |
|  | 1    | 4      | Cleveland Browns     | Denzel Ward              | CB    | Ohio State               | Big Ten      |
|  | 1    | 5      | Denver Broncos       | Bradley Chubb            | DE    | NC State                 | ACC          |
|  | 1    | 6      | Indianapolis Colts   | Quenton Nelson           | G     | Notre Dame               | Ind. (FBS)   |
|  | 1    | 7      | Buffalo Bills        | Josh Allen               | QB    | Wyoming                  | MW           |
|  | 1    | 8      | Chicago Bears        | Roquan Smith             | LB    | Georgia                  | SEC          |
|  | 1    | 9      | San Francisco 49ers  | Mike McGlinchey          | OT    | Notre Dame               | Ind. (FBS)   |
|  | 1    | 10     | Arizona Cardinals    | Josh Rosen               | QB    | UCLA                     | Pac-12       |
|  | 1    | 11     | Miami Dolphins       | Minkah Fitzpatrick       | S     | Alabama                  | SEC          |
|  | 1    | 12     | Tampa Bay Buccaneers | Vita Vea                 | DT    | Washington               | Pac-12       |
|  | 1    | 13     | Washington Redskins  | Da'Ron Payne             | DT    | Alabama                  | SEC          |
|  | 1    | 14     | New Orleans Saints   | Marcus Davenport         | DE    | UTSA                     | C-USA        |
|  | 1    | 15     | Oakland Raiders      | Kolton Miller            | OT    | UCLA                     | Pac-12       |
|  | 1    | 16     | Buffalo Bills        | Tremaine Edmunds         | LB    | Virginia Tech            | ACC          |
|  | 1    | 17     | Los Angeles Chargers | Derwin James             | S     | Florida State            | ACC          |
|  | 1    | 18     | Green Bay Packers    | Jaire Alexander          | CB    | Louisville               | ACC          |
|  | 1    | 19     | Dallas Cowboys       | Leighton Vander Esch     | LB    | Boise State              | MW           |
|  | 1    | 20     | Detroit Lions        | Frank Ragnow             | C     | Arkansas                 | SEC          |
|  | 1    | 21     | Cincinnati Bengals   | Billy Price              | C     | Ohio State               | Big Ten      |
|  | 1    | 22     | Tennessee Titans     | Rashaan Evans            | LB    | Alabama                  | SEC          |
|  | 1    | 23     | New England Patriots | Isaiah Wynn              | OT    | Georgia                  | SEC          |
|  | 1    | 24     | Carolina Panthers    | D.J. Moore               | WR    | Maryland                 | Big Ten      |
|  | 1    | 25     | Baltimore Ravens     | Hayden Hurst             | TE    | South Carolina           | SEC          |
|  | 1    | 26     | Atlanta Falcons      | Calvin Ridley            | WR    | Alabama                  | SEC          |
|  | 1    | 27     | Seattle Seahawks     | Rashaad Penny            | RB    | San Diego State          | MW           |
|  | 1    | 28     | Pittsburgh Steelers  | Terrell Edmunds          | S     | Virginia Tech            | ACC          |
|  | 1    | 29     | Jacksonville Jaguars | Taven Bryan              | DT    | Florida                  | SEC          |
|  | 1    | 30     | Minnesota Vikings    | Mike Hughes              | CB    | UCF                      | The American |
|  | 1    | 31     | New England Patriots | Sony Michel              | RB    | Georgia                  | SEC          |
|  | 1    | 32     | Baltimore Ravens     | Lamar Jackson            | QB    | Louisville               | ACC          |
|  | 2    | 33     | Cleveland Browns     | Austin Corbett           | G     | Nevada                   | MW           |
|  | 2    | 34     | New York Giants      | Will Hernandez           | G     | UTEP                     | C-USA        |
|  | 2    | 35     | Cleveland Browns     | Nick Chubb               | RB    | Georgia                  | SEC          |
|  | 2    | 36     | Indianapolis Colts   | Darius Leonard           | LB    | South Carolina State     | MEAC         |
|  | 2    | 37     | Indianapolis Colts   | Braden Smith             | G     | Auburn                   | SEC          |
|  | 2    | 38     | Tampa Bay Buccaneers | Ronald Jones             | RB    | USC                      | Pac-12       |
|  | 2    | 39     | Chicago Bears        | James Daniels            | C     | Iowa                     | Big Ten      |
|  | 2    | 40     | Denver Broncos       | Courtland Sutton         | WR    | SMU                      | The American |
|  | 2    | 41     | Tennessee Titans     | Harold Landry            | LB    | Boston College           | ACC          |
|  | 2    | 42     | Miami Dolphins       | Mike Gesicki             | TE    | Penn State               | Big Ten      |
|  | 2    | 43     | Detroit Lions        | Kerryon Johnson          | RB    | Auburn                   | SEC          |
|  | 2    | 44     | San Francisco 49ers  | Dante Pettis             | WR    | Washington               | Pac-12       |
|  | 2    | 45     | Green Bay Packers    | Josh Jackson             | CB    | Iowa                     | Big Ten      |
|  | 2    | 46     | Kansas City Chiefs   | Breeland Speaks          | LB    | Ole Miss                 | SEC          |
|  | 2    | 47     | Arizona Cardinals    | Christian Kirk           | WR    | Texas A&M                | SEC          |
|  | 2    | 48     | Los Angeles Chargers | Uchenna Nwosu            | LB    | USC                      | Pac-12       |
|  | 2    | 49     | Philadelphia Eagles  | Dallas Goedert           | TE    | South Dakota State       | MVFC         |
|  | 2    | 50     | Dallas Cowboys       | Connor Williams          | G     | Texas                    | Big 12       |
|  | 2    | 51     | Chicago Bears        | Anthony Miller           | WR    | Memphis                  | The American |
|  | 2    | 52     | Indianapolis Colts   | Kemoko Turay             | DE    | Rutgers                  | Big Ten      |
|  | 2    | 53     | Tampa Bay Buccaneers | M.J. Stewart             | CB    | North Carolina           | ACC          |
|  | 2    | 54     | Cincinnati Bengals   | Jessie Bates III         | S     | Wake Forest              | ACC          |
|  | 2    | 55     | Carolina Panthers    | Donte Jackson            | CB    | LSU                      | SEC          |
|  | 2    | 56     | New England Patriots | Duke Dawson              | CB    | Florida                  | SEC          |
|  | 2    | 57     | Oakland Raiders      | P.J. Hall                | DT    | Sam Houston State        | Southland    |
|  | 2    | 58     | Atlanta Falcons      | Isaiah Oliver            | CB    | Colorado                 | Pac-12       |
|  | 2    | 59     | Washington Redskins  | Derrius Guice            | RB    | LSU                      | SEC          |
|  | 2    | 60     | Pittsburgh Steelers  | James Washington         | WR    | Oklahoma State           | Big 12       |
|  | 2    | 61     | Jacksonville Jaguars | DJ Chark                 | WR    | LSU                      | SEC          |
|  | 2    | 62     | Minnesota Vikings    | Brian O'Neill            | OT    | Pittsburgh               | ACC          |
|  | 2    | 63     | Tampa Bay Buccaneers | Carlton Davis            | CB    | Auburn                   | SEC          |
|  | 2    | 64     | Indianapolis Colts   | Tyquan Lewis             | DE    | Ohio State               | Big Ten      |
|  | 3    | 65     | Oakland Raiders      | Brandon Parker           | OT    | North Carolina A&T       | MEAC         |
|  | 3    | 66     | New York Giants      | Lorenzo Carter           | LB    | Georgia                  | SEC          |
|  | 3    | 67     | Cleveland Browns     | Chad Thomas              | DE    | Miami (FL)               | ACC          |
|  | 3    | 68     | Houston Texans       | Justin Reid              | S     | Stanford                 | Pac-12       |
|  | 3    | 69     | New York Giants      | B.J. Hill                | DT    | NC State                 | ACC          |
|  | 3    | 70     | San Francisco 49ers  | Fred Warner              | LB    | BYU                      | Ind. (FBS)   |
|  | 3    | 71     | Denver Broncos       | Royce Freeman            | RB    | Oregon                   | Pac-12       |
|  | 3    | 72     | New York Jets        | Nathan Shepherd          | DT    | Fort Hays State          | MIAA (D-II)  |
|  | 3    | 73     | Miami Dolphins       | Jerome Baker             | LB    | Ohio State               | Big Ten      |
|  | 3    | 74     | Washington Redskins  | Geron Christian          | OT    | Louisville               | ACC          |
|  | 3    | 75     | Kansas City Chiefs   | Derrick Nnadi            | DT    | Florida State            | ACC          |
|  | 3    | 76     | Pittsburgh Steelers  | Mason Rudolph            | QB    | Oklahoma State           | Big 12       |
|  | 3    | 77     | Cincinnati Bengals   | Sam Hubbard              | DE    | Ohio State               | Big Ten      |
|  | 3    | 78     | Cincinnati Bengals   | Malik Jefferson          | LB    | Texas                    | Big 12       |
|  | 3    | 79     | Seattle Seahawks     | Rasheem Green            | DE    | USC                      | Pac-12       |
|  | 3    | 80     | Houston Texans       | Martinas Rankin          | OT    | Mississippi State        | SEC          |
|  | 3    | 81     | Dallas Cowboys       | Michael Gallup           | WR    | Colorado State           | MW           |
|  | 3    | 82     | Detroit Lions        | Tracy Walker             | S     | Louisiana–Lafayette      | Sun Belt     |
|  | 3    | 83     | Baltimore Ravens     | Orlando Brown Jr.        | OT    | Oklahoma                 | Big 12       |
|  | 3    | 84     | Los Angeles Chargers | Justin Jones             | DT    | NC State                 | ACC          |
|  | 3    | 85     | Carolina Panthers    | Rashaan Gaulden          | CB    | Tennessee                | SEC          |
|  | 3    | 86     | Baltimore Ravens     | Mark Andrews             | TE    | Oklahoma                 | Big 12       |
|  | 3    | 87     | Oakland Raiders      | Arden Key                | DE    | LSU                      | SEC          |
|  | 3    | 88     | Green Bay Packers    | Oren Burks               | LB    | Vanderbilt               | SEC          |
|  | 3    | 89     | Los Angeles Rams     | Joseph Noteboom          | OT    | TCU                      | Big 12       |
|  | 3    | 90     | Atlanta Falcons      | Deadrin Senat            | DT    | South Florida            | The American |
|  | 3    | 91     | New Orleans Saints   | Tre'Quan Smith           | WR    | UCF                      | The American |
|  | 3    | 92     | Pittsburgh Steelers  | Chukwuma Okorafor        | OT    | Western Michigan         | MAC          |
|  | 3    | 93     | Jacksonville Jaguars | Ronnie Harrison          | S     | Alabama                  | SEC          |
|  | 3    | 94     | Tampa Bay Buccaneers | Alex Cappa               | OT    | Humboldt State           | GNAC         |
|  | 3    | 95     | San Francisco 49ers  | Tarvarius Moore          | S     | Southern Miss            | C-USA        |
|  | 3    | 96     | Buffalo Bills        | Harrison Phillips        | DT    | Stanford                 | Pac-12       |
|  | 3    | 97     | Arizona Cardinals    | Mason Cole               | C     | Michigan                 | Big Ten      |
|  | 3    | 98     | Houston Texans       | Jordan Akins             | TE    | UCF                      | The American |
|  | 3    | 99     | Denver Broncos       | Isaac Yiadom             | CB    | Boston College           | ACC          |
|  | 3    | 100    | Kansas City Chiefs   | Dorian O'Daniel          | LB    | Clemson                  | ACC          |
|  | 4    | 101    | Carolina Panthers    | Ian Thomas               | TE    | Indiana                  | Big Ten      |
|  | 4    | 102    | Minnesota Vikings    | Jalyn Holmes             | DE    | Ohio State               | Big Ten      |
|  | 4    | 103    | Houston Texans       | Keke Coutee              | WR    | Texas Tech               | Big 12       |
|  | 4    | 104    | Indianapolis Colts   | Nyheim Hines             | RB    | NC State                 | ACC          |
|  | 4    | 105    | Cleveland Browns     | Antonio Callaway         | WR    | Florida                  | SEC          |
|  | 4    | 106    | Denver Broncos       | Josey Jewell             | LB    | Iowa                     | Big Ten      |
|  | 4    | 107    | New York Jets        | Chris Herndon            | TE    | Miami (FL)               | ACC          |
|  | 4    | 108    | New York Giants      | Kyle Lauletta            | QB    | Richmond                 | CAA          |
|  | 4    | 109    | Washington Redskins  | Troy Apke                | S     | Penn State               | Big Ten      |
|  | 4    | 110    | Oakland Raiders      | Nick Nelson              | CB    | Wisconsin                | Big Ten      |
|  | 4    | 111    | Los Angeles Rams     | Brian Allen              | C     | Michigan State           | Big Ten      |
|  | 4    | 112    | Cincinnati Bengals   | Mark Walton              | RB    | Miami (FL)               | ACC          |
|  | 4    | 113    | Denver Broncos       | DaeSean Hamilton         | WR    | Penn State               | Big Ten      |
|  | 4    | 114    | Detroit Lions        | Da'Shawn Hand            | DE    | Alabama                  | SEC          |
|  | 4    | 115    | Chicago Bears        | Joel Iyiegbuniwe         | LB    | Western Kentucky         | C-USA        |
|  | 4    | 116    | Dallas Cowboys       | Dorance Armstrong        | DE    | Kansas                   | Big 12       |
|  | 4    | 117    | Tampa Bay Buccaneers | Jordan Whitehead         | S     | Pittsburgh               | ACC          |
|  | 4    | 118    | Baltimore Ravens     | Anthony Averett          | CB    | Alabama                  | SEC          |
|  | 4    | 119    | Los Angeles Chargers | Kyzir White              | S     | West Virginia            | Big 12       |
|  | 4    | 120    | Seattle Seahawks     | Will Dissly              | TE    | Washington               | Pac-12       |
|  | 4    | 121    | Buffalo Bills        | Taron Johnson            | CB    | Weber State              | Big Sky      |
|  | 4    | 122    | Baltimore Ravens     | Kenny Young              | LB    | UCLA                     | Pac-12       |
|  | 4    | 123    | Miami Dolphins       | Durham Smythe            | TE    | Notre Dame               | Ind. (FBS)   |
|  | 4    | 124    | Kansas City Chiefs   | Armani Watts             | S     | Texas A&M                | SEC          |
|  | 4    | 125    | Philadelphia Eagles  | Avonte Maddox            | CB    | Pittsburgh               | ACC          |
|  | 4    | 126    | Atlanta Falcons      | Ito Smith                | RB    | Southern Miss            | C-USA        |
|  | 4    | 127    | New Orleans Saints   | Rick Leonard             | OT    | Florida State            | ACC          |
|  | 4    | 128    | San Francisco 49ers  | Kentavius Street         | DE    | NC State                 | ACC          |
|  | 4    | 129    | Jacksonville Jaguars | Will Richardson          | OT    | NC State                 | ACC          |
|  | 4    | 130    | Philadelphia Eagles  | Josh Sweat               | DE    | Florida State            | ACC          |
|  | 4    | 131    | Miami Dolphins       | Kalen Ballage            | RB    | Arizona State            | Pac-12       |
|  | 4    | 132    | Baltimore Ravens     | Jaleel Scott             | WR    | New Mexico State         | Sun Belt     |
|  | 4    | 133    | Green Bay Packers    | J'Mon Moore              | WR    | Missouri                 | SEC          |
|  | 4    | 134    | Arizona Cardinals    | Chase Edmonds            | RB    | Fordham                  | Patriot      |
|  | 4    | 135    | Los Angeles Rams     | John Franklin-Myers      | DE    | Stephen F. Austin        | Southland    |
|  | 4    | 136    | Carolina Panthers    | Marquis Haynes           | DE    | Ole Miss                 | SEC          |
|  | 4    | 137    | Dallas Cowboys       | Dalton Schultz           | TE    | Stanford                 | Pac-12       |
|  | 5    | 138    | Green Bay Packers    | Cole Madison             | G     | Washington State         | Pac-12       |
|  | 5    | 139    | New York Giants      | R.J. McIntosh            | DT    | Miami (FL)               | ACC          |
|  | 5    | 140    | Oakland Raiders      | Maurice Hurst            | DT    | Michigan                 | Big Ten      |
|  | 5    | 141    | Seattle Seahawks     | Shaquem Griffin          | LB    | UCF                      | The American |
|  | 5    | 142    | San Francisco 49ers  | D.J. Reed                | CB    | Kansas State             | Big 12       |
|  | 5    | 143    | New England Patriots | Ja'Whaun Bentley         | LB    | Purdue                   | Big Ten      |
|  | 5    | 144    | Tampa Bay Buccaneers | Justin Watson            | WR    | Penn                     | Ivy          |
|  | 5    | 145    | Chicago Bears        | Bilal Nichols            | DT    | Delaware                 | CAA          |
|  | 5    | 146    | Seattle Seahawks     | Tre Flowers              | S     | Oklahoma State           | Big 12       |
|  | 5    | 147    | Los Angeles Rams     | Micah Kiser              | LB    | Virginia                 | ACC          |
|  | 5    | 148    | Pittsburgh Steelers  | Marcus Allen             | S     | Penn State               | Big Ten      |
|  | 5    | 149    | Seattle Seahawks     | Michael Dickson          | P     | Texas                    | Big 12       |
|  | 5    | 150    | Cleveland Browns     | Genard Avery             | LB    | Memphis                  | The American |
|  | 5    | 151    | Cincinnati Bengals   | Davontae Harris          | CB    | Illinois State           | MVFC         |
|  | 5    | 152    | Tennessee Titans     | Dane Cruikshank          | CB    | Arizona                  | Pac-12       |
|  | 5    | 153    | Detroit Lions        | Tyrell Crosby            | OT    | Oregon                   | Pac-12       |
|  | 5    | 154    | Buffalo Bills        | Siran Neal               | CB    | Jacksonville State       | OVC          |
|  | 5    | 155    | Los Angeles Chargers | Scott Quessenberry       | C     | UCLA                     | Pac-12       |
|  | 5    | 156    | Denver Broncos       | Troy Fumagalli           | TE    | Wisconsin                | Big Ten      |
|  | 5    | 157    | Minnesota Vikings    | Tyler Conklin            | TE    | Central Michigan         | MAC          |
|  | 5    | 158    | Cincinnati Bengals   | Andrew Brown             | DE    | Virginia                 | ACC          |
|  | 5    | 159    | Indianapolis Colts   | Daurice Fountain         | WR    | Northern Iowa            | MVFC         |
|  | 5    | 160    | Los Angeles Rams     | Ogbonnia Okoronkwo       | LB    | Oklahoma                 | Big 12       |
|  | 5    | 161    | Carolina Panthers    | Jermaine Carter Jr.      | LB    | Maryland                 | Big Ten      |
|  | 5    | 162    | Baltimore Ravens     | Jordan Lasley            | WR    | UCLA                     | Pac-12       |
|  | 5    | 163    | Washington Redskins  | Tim Settle               | DT    | Virginia Tech            | ACC          |
|  | 5    | 164    | New Orleans Saints   | Natrell Jamerson         | S     | Wisconsin                | Big Ten      |
|  | 5    | 165    | Pittsburgh Steelers  | Jaylen Samuels           | FB    | NC State                 | ACC          |
|  | 5    | 166    | Buffalo Bills        | Wyatt Teller             | G     | Virginia Tech            | ACC          |
|  | 5    | 167    | Minnesota Vikings    | Daniel Carlson           | K     | Auburn                   | SEC          |
|  | 5    | 168    | Seattle Seahawks     | Jamarco Jones            | OT    | Ohio State               | Big Ten      |
|  | 5    | 169    | Indianapolis Colts   | Jordan Wilkins           | RB    | Ole Miss                 | SEC          |
|  | 5    | 170    | Cincinnati Bengals   | Darius Phillips          | CB    | Western Michigan         | MAC          |
|  | 5    | 171    | Dallas Cowboys       | Mike White               | QB    | Western Kentucky         | C-USA        |
|  | 5    | 172    | Green Bay Packers    | J.K. Scott               | P     | Alabama                  | SEC          |
|  | 5    | 173    | Oakland Raiders      | Johnny Townsend          | P     | Florida                  | SEC          |
|  | 5    | 174    | Green Bay Packers    | Marquez Valdes-Scantling | WR    | South Florida            | The American |
|  | 6    | 175    | Cleveland Browns     | Damion Ratley            | WR    | Texas A&M                | SEC          |
|  | 6    | 176    | Los Angeles Rams     | John Kelly               | RB    | Tennessee                | SEC          |
|  | 6    | 177    | Houston Texans       | Duke Ejiofor             | DE    | Wake Forest              | ACC          |
|  | 6    | 178    | New England Patriots | Christian Sam            | LB    | Arizona State            | Pac-12       |
|  | 6    | 179    | New York Jets        | Parry Nickerson          | CB    | Tulane                   | The American |
|  | 6    | 180    | New York Jets        | Folorunso Fatukasi       | DT    | Connecticut              | The American |
|  | 6    | 181    | Chicago Bears        | Kylie Fitts              | DE    | Utah                     | Pac-12       |
|  | 6    | 182    | Arizona Cardinals    | Chris Campbell           | CB    | Penn State               | Big Ten      |
|  | 6    | 183    | Denver Broncos       | Sam Jones                | G     | Arizona State            | Pac-12       |
|  | 6    | 184    | San Francisco 49ers  | Marcell Harris           | S     | Florida                  | SEC          |
|  | 6    | 185    | Indianapolis Colts   | Deon Cain                | WR    | Clemson                  | ACC          |
|  | 6    | 186    | Seattle Seahawks     | Jacob Martin             | LB    | Temple                   | The American |
|  | 6    | 187    | Buffalo Bills        | Ray-Ray McCloud          | WR    | Clemson                  | ACC          |
|  | 6    | 188    | Cleveland Browns     | Simeon Thomas            | CB    | Louisiana                | Sun Belt     |
|  | 6    | 189    | New Orleans Saints   | Kamrin Moore             | CB    | Boston College           | ACC          |
|  | 6    | 190    | Baltimore Ravens     | DeShon Elliott           | S     | Texas                    | Big 12       |
|  | 6    | 191    | Los Angeles Chargers | Dylan Cantrell           | WR    | Texas Tech               | Big 12       |
|  | 6    | 192    | Los Angeles Rams     | Jamil Demby              | OT    | Maine                    | CAA          |
|  | 6    | 193    | Dallas Cowboys       | Chris Covington          | LB    | Indiana                  | Big Ten      |
|  | 6    | 194    | Atlanta Falcons      | Russell Gage             | WR    | LSU                      | SEC          |
|  | 6    | 195    | Los Angeles Rams     | Sebastian Joseph         | DT    | Rutgers                  | Big Ten      |
|  | 6    | 196    | Kansas City Chiefs   | Tremon Smith             | CB    | Central Arkansas         | Southland    |
|  | 6    | 197    | Washington Redskins  | Shaun Dion Hamilton      | LB    | Alabama                  | SEC          |
|  | 6    | 198    | Kansas City Chiefs   | Kahlil McKenzie          | DT    | Tennessee                | SEC          |
|  | 6    | 199    | Tennessee Titans     | Luke Falk                | QB    | Washington State         | Pac-12       |
|  | 6    | 200    | Atlanta Falcons      | Foyesade Oluokun         | S     | Yale                     | Ivy          |
|  | 6    | 201    | New Orleans Saints   | Boston Scott             | RB    | Louisiana Tech           | C-USA        |
|  | 6    | 202    | Tampa Bay Buccaneers | Jack Cichy               | LB    | Wisconsin                | Big Ten      |
|  | 6    | 203    | Jacksonville Jaguars | Tanner Lee               | QB    | Nebraska                 | Big Ten      |
|  | 6    | 204    | New York Jets        | Trenton Cannon           | RB    | Virginia State           | CIAA         |
|  | 6    | 205    | Los Angeles Rams     | Trevon Young             | DE    | Louisville               | ACC          |
|  | 6    | 206    | Philadelphia Eagles  | Matt Pryor               | OT    | TCU                      | Big 12       |
|  | 6    | 207    | Green Bay Packers    | Equanimeous St. Brown    | WR    | Notre Dame               | Ind. (FBS)   |
|  | 6    | 208    | Dallas Cowboys       | Cedrick Wilson Jr.       | WR    | Boise State              | MW           |
|  | 6    | 209    | Kansas City Chiefs   | Cornell Armstrong        | CB    | Southern Miss            | C-USA        |
|  | 6    | 210    | New England Patriots | Braxton Berrios          | WR    | Miami (FL)               | ACC          |
|  | 6    | 211    | Houston Texans       | Jordan Thomas            | TE    | Mississippi State        | SEC          |
|  | 6    | 212    | Baltimore Ravens     | Greg Senat               | OT    | Wagner                   | NEC          |
|  | 6    | 213    | Minnesota Vikings    | Colby Gossett            | G     | Appalachian State        | Sun Belt     |
|  | 6    | 214    | Houston Texans       | Peter Kalambayi          | LB    | Stanford                 | Pac-12       |
|  | 6    | 215    | Baltimore Ravens     | Bradley Bozeman          | C     | Alabama                  | SEC          |
|  | 6    | 216    | Oakland Raiders      | Azeem Victor             | LB    | Washington               | Pac-12       |
|  | 6    | 217    | Denver Broncos       | Keishawn Bierria         | LB    | Washington               | Pac-12       |
|  | 6    | 218    | Minnesota Vikings    | Ade Aruna                | DE    | Tulane                   | The American |
|  | 7    | 219    | New England Patriots | Danny Etling             | QB    | LSU                      | SEC          |
|  | 7    | 220    | Seattle Seahawks     | Alex McGough             | QB    | Florida International    | C-USA        |
|  | 7    | 221    | Indianapolis Colts   | Matthew Adams            | LB    | Houston                  | The American |
|  | 7    | 222    | Houston Texans       | Jermaine Kelly           | CB    | San Jose State           | MW           |
|  | 7    | 223    | San Francisco 49ers  | Jullian Taylor           | DT    | Temple                   | The American |
|  | 7    | 224    | Chicago Bears        | Javon Wims               | WR    | Georgia                  | SEC          |
|  | 7    | 225    | Minnesota Vikings    | Devante Downs            | LB    | California               | Pac-12       |
|  | 7    | 226    | Denver Broncos       | David Williams           | RB    | Arkansas                 | SEC          |
|  | 7    | 227    | Miami Dolphins       | Quentin Poling           | LB    | Ohio                     | MAC          |
|  | 7    | 228    | Oakland Raiders      | Marcell Ateman           | WR    | Oklahoma State           | Big 12       |
|  | 7    | 229    | Miami Dolphins       | Jason Sanders            | K     | New Mexico               | MW           |
|  | 7    | 230    | Jacksonville Jaguars | Leon Jacobs              | OLB   | Wisconsin                | Big Ten      |
|  | 7    | 231    | Los Angeles Rams     | Travin Howard            | LB    | TCU                      | Big 12       |
|  | 7    | 232    | Green Bay Packers    | James Looney             | DE    | California               | Pac-12       |
|  | 7    | 233    | Philadelphia Eagles  | Jordan Mailata           | T     |                          |              |
|  | 7    | 234    | Carolina Panthers    | Andre Smith              | ILB   | North Carolina           | ACC          |
|  | 7    | 235    | Indianapolis Colts   | Zaire Franklin           | LB    | Syracuse                 | ACC          |
|  | 7    | 236    | Dallas Cowboys       | Bo Scarbrough            | RB    | Alabama                  | SEC          |
|  | 7    | 237    | Detroit Lions        | Nick Bawden              | RB    | San Diego State          | MW           |
|  | 7    | 238    | Baltimore Ravens     | Zach Sieler              | DE    | Ferris State             | GLIAC        |
|  | 7    | 239    | Green Bay Packers    | Hunter Bradley           | LS    | Mississippi State        | SEC          |
|  | 7    | 240    | San Francisco 49ers  | Richie James             | WR    | Middle Tennessee         | C-USA        |
|  | 7    | 241    | Washington Redskins  | Greg Stroman             | CB    | Virginia Tech            | ACC          |
|  | 7    | 242    | Carolina Panthers    | Kendrick Norton          | DT    | Miami (FL)               | ACC          |
|  | 7    | 243    | New England Patriots | Keion Crossen            | CB    | Western Carolina         | SoCon        |
|  | 7    | 244    | Los Angeles Rams     | Justin Lawler            | DE    | SMU                      | The American |
|  | 7    | 245    | New Orleans Saints   | Will Clapp               | C     | LSU                      | SEC          |
|  | 7    | 246    | Pittsburgh Steelers  | Joshua Frazier           | DT    | Alabama                  | SEC          |
|  | 7    | 247    | Jacksonville Jaguars | Logan Cooke              | P     | Mississippi State        | SEC          |
|  | 7    | 248    | Green Bay Packers    | Kendall Donnerson        | OLB   | Southeast Missouri State | OVC          |
|  | 7    | 249    | Cincinnati Bengals   | Logan Woodside           | QB    | Toledo                   | MAC          |
|  | 7    | 250    | New England Patriots | Ryan Izzo                | TE    | Florida State            | ACC          |
|  | 7    | 251    | Los Angeles Chargers | Justin Jackson           | RB    | Northwestern             | Big Ten      |
|  | 7    | 252    | Cincinnati Bengals   | Rod Taylor               | G     | Ole Miss                 | SEC          |
|  | 7    | 253    | Cincinnati Bengals   | Auden Tate               | WR    | Florida State            | ACC          |
|  | 7    | 254    | Arizona Cardinals    | Korey Cunningham         | OT    | Cincinnati               | The American |
|  | 7    | 255    | Buffalo Bills        | Austin Proehl            | WR    | North Carolina           | ACC          |
|  | 7    | 256    | Washington Redskins  | Trey Quinn               | WR    | SMU                      | The American |